# Anaglyphites clavatus
Anaglyphites clavatus is een keversoort uit de familie Cupedidae. De wetenschappelijke naam van de soort is voor het eerst geldig gepubliceerd in 1964 door Ponomarenko.